# Queller
Queller (Salicornia, im Lebensmitteleinzelhandel auch Seespargel) ist eine Pflanzengattung in der Familie der Fuchsschwanzgewächse (Amaranthaceae). Kennzeichnendes gemeinsames Merkmal sind ihre fleischigen, scheinbar gegliederten und blattlosen, einjährigen Sprossachsen. Sie sind vor allem auf der Nordhalbkugel verbreitet und besiedeln Wattböden der Meeresküsten sowie salzige Stellen im Binnenland.

## Etymologie
Der Gattungsname Salicornia ist lateinischen Ursprungs und bedeutet sal, sális für Salz und córnu für Horn; letzteres bezieht sich auf die oft hornartig gebogenen Sprossenden. Eine andere deutsche Bezeichnung für den Europäischen Queller ist Glasschmelz oder Glasschmalz. Dieser Name rührt daher, dass man früher die Asche dieser Pflanze zur Bereitung von Soda benutzte, das beim Zusammenschmelzen von Glas gebraucht wurde. Die Asche des Quellers kann bis zu 15 % Soda enthalten.

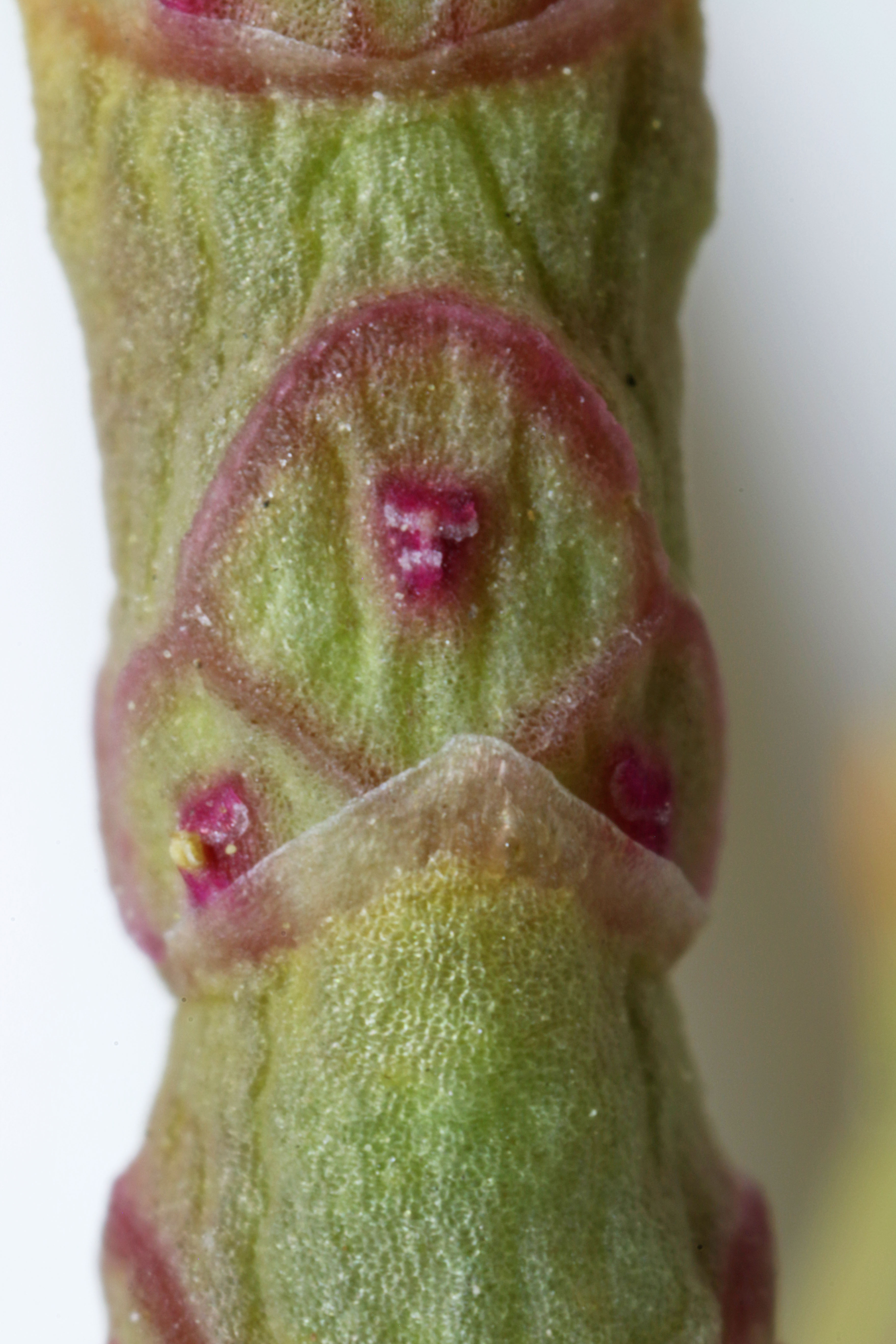
Schuppenartiges Tragblatt und Zyme mit drei eingesenkten Blüten von Salicornia rubra

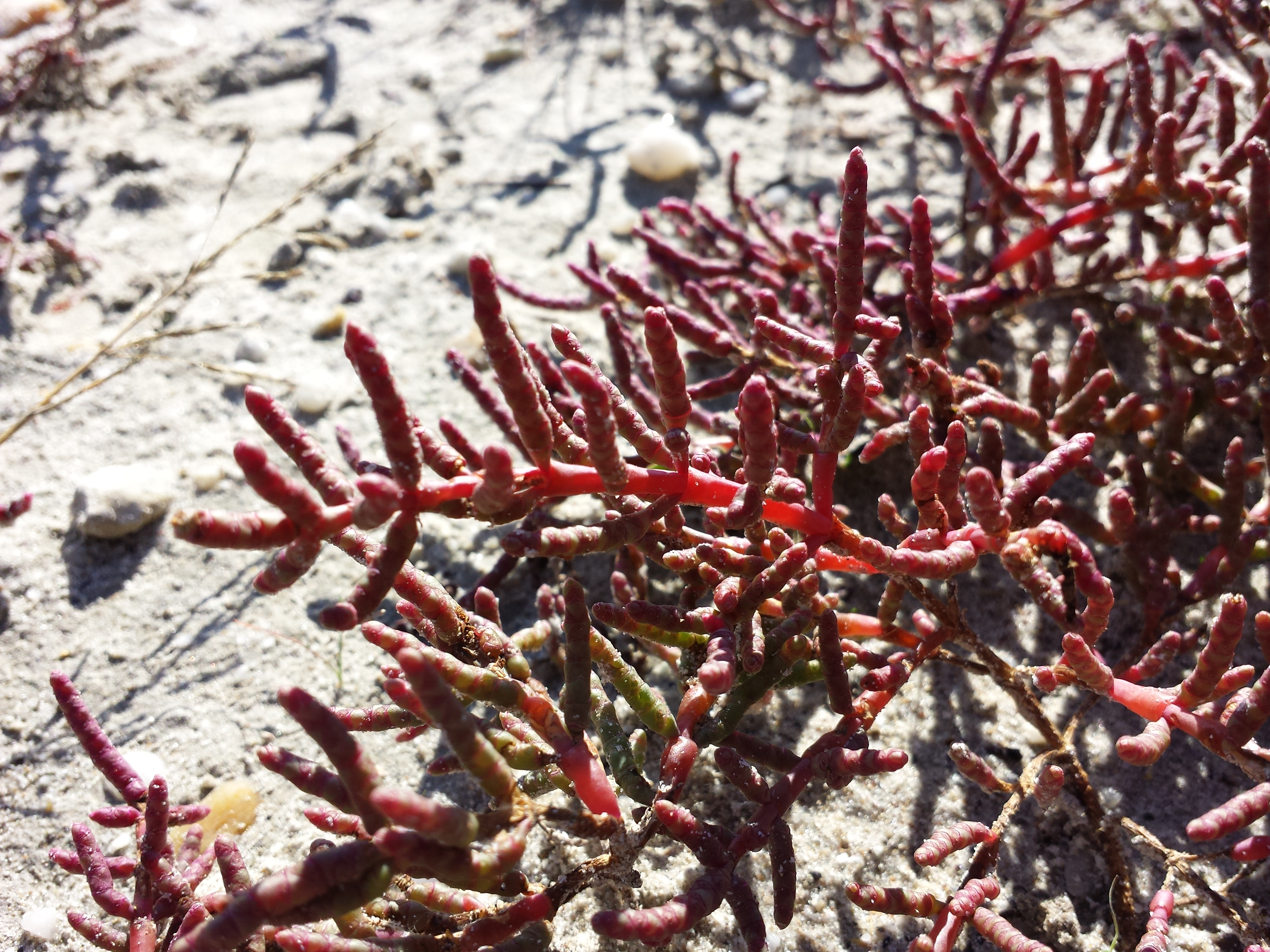
Salicornia perennans

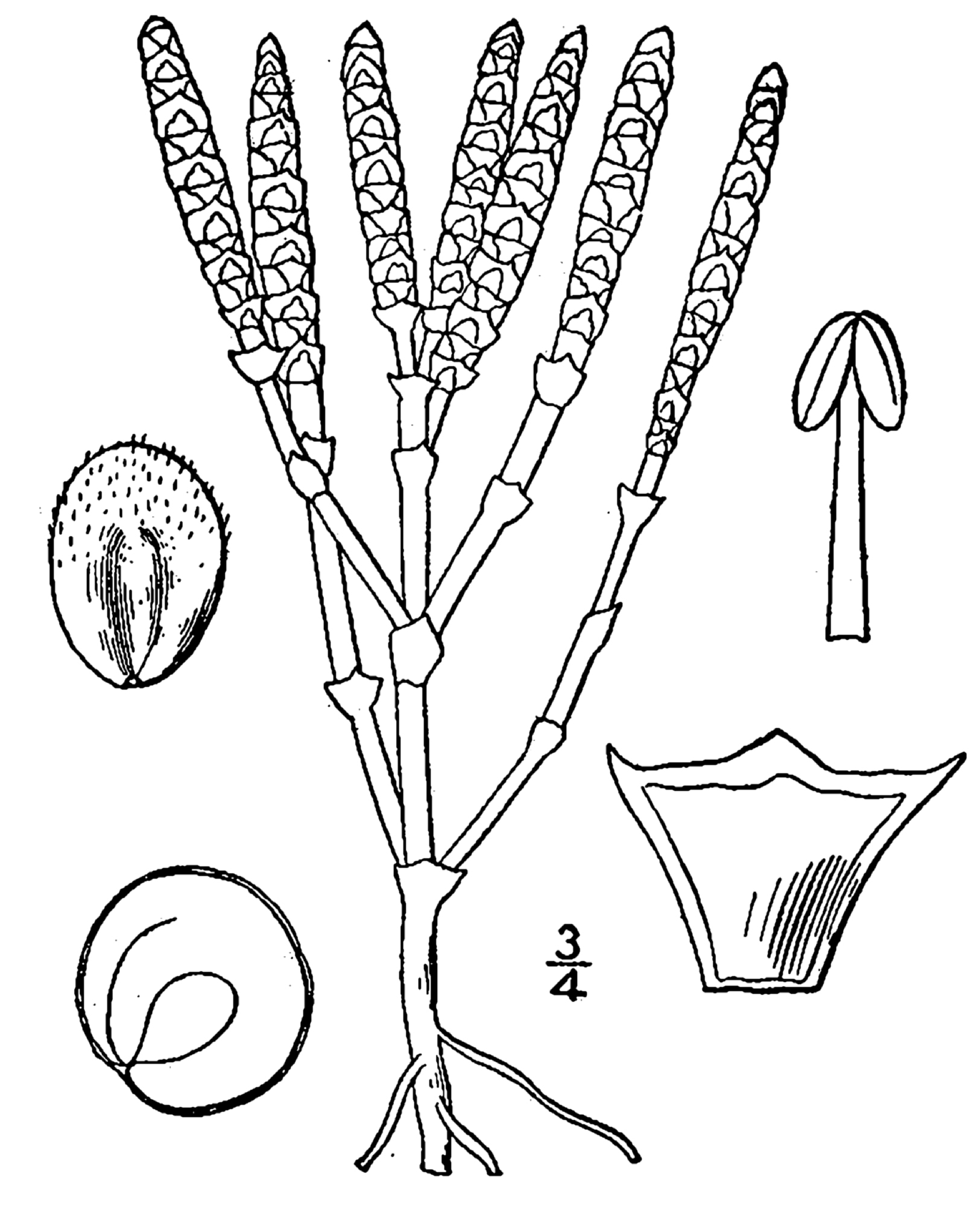
Salicornia bigelovii, Illustration

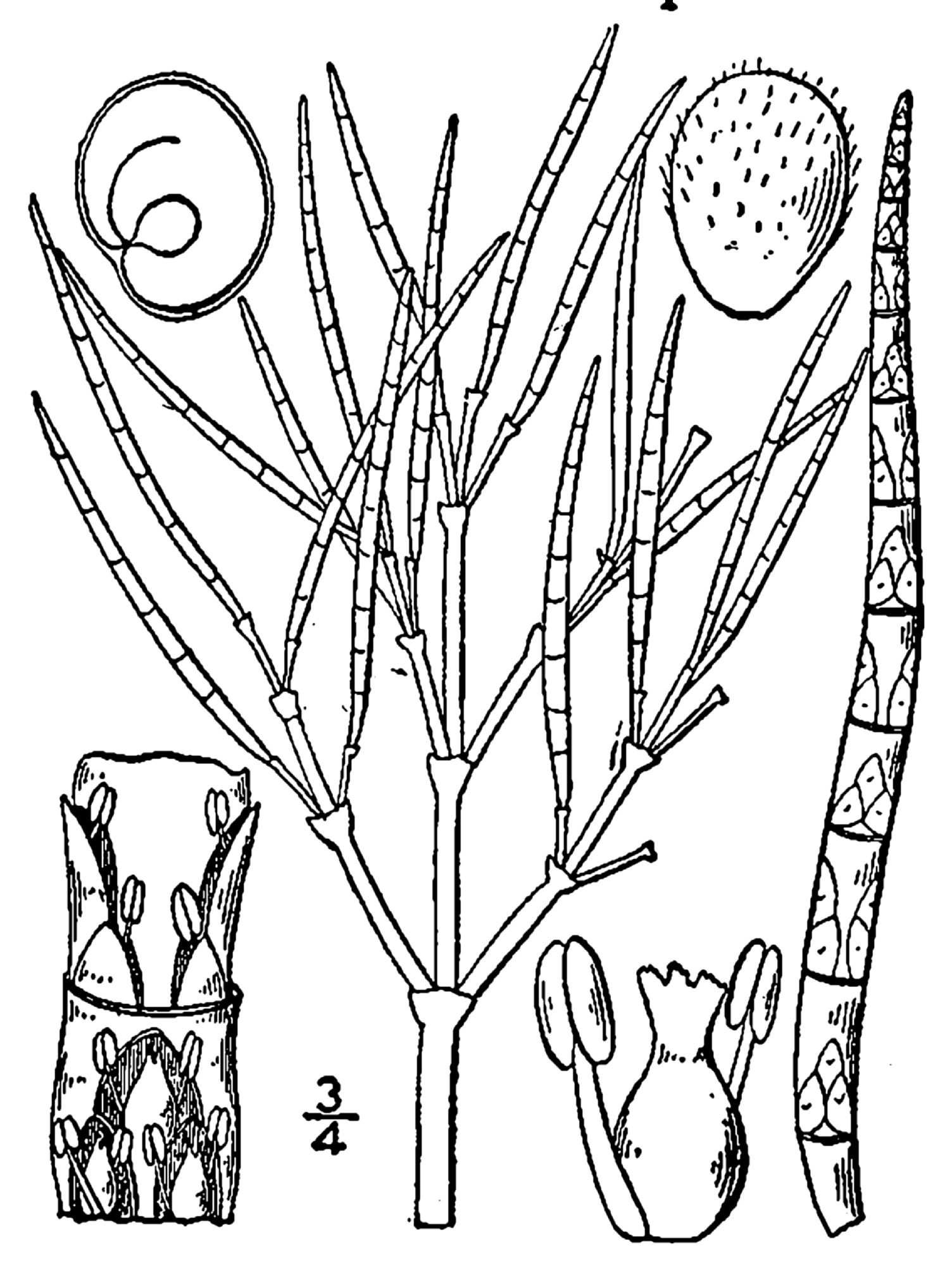
Salicornia maritima, Illustration

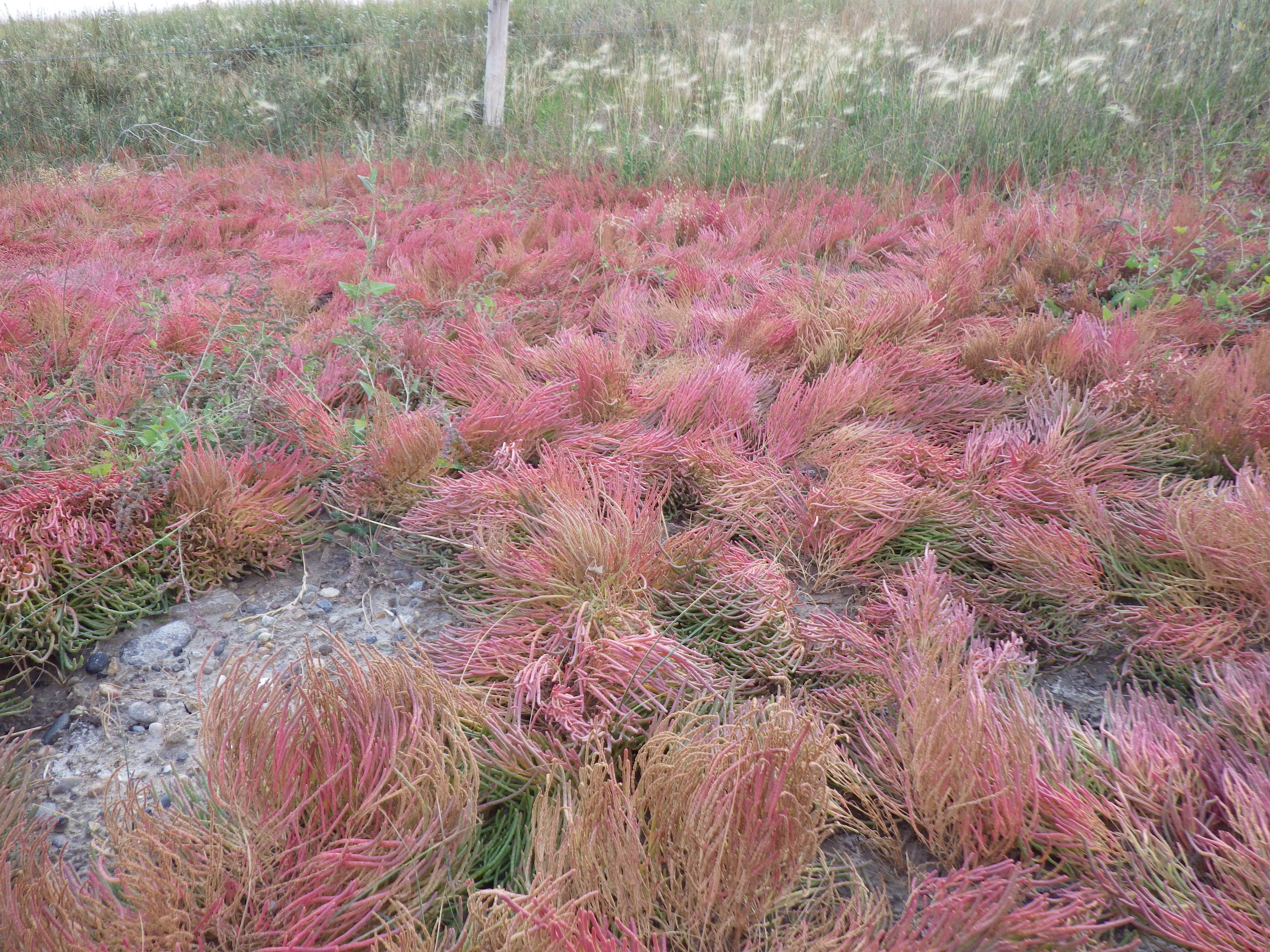
Bestand von Salicornia rubra

## Beschreibung
Queller sind einjährige, stammsukkulente Salzpflanzen (Halophyten). Die Pflanzenteile sind unbehaart. Die Stängel wachsen niederliegend bis aufsteigend und sind je nach Art einfach bis mehrfach verzweigt. Junge Pflanzen sind fleischig und gelenkartig bis knotig gegliedert; ältere Exemplare können geringfügig verholzt sein. Die fleischigen Laubblätter stehen gegenständig, sind an der Basis verbunden und am Stängel herablaufend und formen die Sprossachse umfassende Segmente. Die Blattspreiten sind zu Schuppen reduziert und schmal hautrandig.
Die Stängel tragen endständige ährenartige Blütenstände. Diese sind scheinbar gegliedert, jedes Glied besteht aus zwei gegenständigen, (1-)3 blütigen Zymen, die völlig zwischen einem winzigen Tragblatt und der Hauptachse eingesenkt sind. Die Einzelblüten jeder Zyme sind dreieckig angeordnet, die beiden seitlichen Blüten berühren sich unterhalb der mittleren Blüte. Die meist zwittrigen Blüten sind annähernd radiärsymmetrisch, mit meist drei fleischigen Tepalen, die fast bis zur Spitze verwachsen sind und auch zur Fruchtzeit erhalten bleiben. Die Blüten enthalten ein bis zwei Staubblätter und zwei Griffel. Die Fruchtwand ist häutig. Die Samen stehen vertikal, sind ellipsoid, mit gelblichbrauner, häutiger, behaarter Samenschale. Ein Nährgewebe ist nicht vorhanden.

## Ökologie
Der Queller ist die einzige Salzwiesenpflanze, die ohne Salzzufuhr nicht lebensfähig ist. Die Pflanze reichert Salzionen aus dem Boden an, um die osmotische Saugkraft des Salzbodens zu überwinden und Wasser aufzusaugen. Dabei steigt jedoch der Salzgehalt der Pflanze an. Zum Ausgleich nimmt sie zusätzliches Wasser in ihr Gewebe auf, um die Salzkonzentration erträglich zu regulieren. Die Lebenszeit der Pflanze ist daher auf sechs Monate begrenzt.

## Vorkommen
Queller sind in weiten Teilen der Nordhalbkugel und in Südafrika verbreitet, von der borealen bis zur subtropischen Klimazone. Sie wachsen entlang der Meeresküsten und an Binnenlandsalzstellen, beispielsweise in Salzmarschen und am Ufer von Salzseen. Sie bevorzugen salzhaltige feuchte bis nasse, gelegentlich überflutete Standorte auf Schlick oder Sand.

## Entwicklungsgeschichte
Die Gattung entstand vermutlich im Miozän im Bereich zwischen dem Mittelmeergebiet und Zentralasien. Aus der ausdauernden und wenig frosttoleranten Gattung Sarcocornia heraus haben sich die einjährigen Arten von Salicornia im späten Pliozän bis frühen Pleistozän entfaltet. Zweimal gelangten sie nach Südafrika, mindestens dreimal nach Nordamerika. Dabei entstanden diploide und tetraploide Entwicklungslinien. Inzucht und geografische Isolierung führten zur Entstehung getrennter Arten, die sich jedoch oft wenig unterscheiden.

## Systematik
Die Erstbeschreibung der Gattung Salicornia erfolgte 1753 durch Carl von Linné. Als Typusart  wurde Salicornia europaea festgelegt.
Die Gattung Salicornia umfasst etwa 10 bis 30 Arten. Die Taxonomie der Gattung gilt als äußerst schwierig, eine Artbestimmung ist für Nicht-Spezialisten fast unmöglich. Gründe sind die Sukkulenz und die stark reduzierte Morphologie der Arten. Getrocknete Exemplare können kaum sicher bestimmt werden, da sie die charakteristischen Merkmale verlieren. Eine Kultivierung der Pflanzen unter Laborbedingungen scheint ebenso schwierig, da die hydrologischen Bedingungen (temporäre Überspülung, Wassersättigung des Bodens, Salzkonzentrationen) kaum in geeigneter Weise nachahmbar sind. Außerdem erschwert die große Variabilität innerhalb der Arten ihre Zuordnung. Erst durch molekulargenetische Untersuchungen wird allmählich eine akzeptable Gliederung der Gattung erreicht.
Arten in Eurasien:
- Europäischer Queller (Salicornia europaea Artengruppe), mit zwei Kryptospezies:
  - Salicornia europaea L., mit drei Unterarten
    - Salicornia europaea subsp. europaea, an den Meeresküsten von Südspanien bis nach Nordskandinavien
    - Salicornia europaea subsp. disarticulata (Moss) Lambinon & Vanderpoorten, an den Atlantikküsten der Bretagne, der Niederlande und Südenglands.
    - Salicornia europaea subsp. × marshallii Lambinon & Vanderpoorten, Hybride der vorigen Unterarten, an der Atlantikküste der Bretagne und der Niederlande.

  - Salicornia perennans Willd. (Syn. Salicornia prostrata Pallas), mit zwei Unterarten:
    - Salicornia perennans subsp. perennans, weit mediterran-kontinental verbreitet von Nordafrika und dem Mittelmeerraum bis zur Ostsee und zum Weißen Meer (stellenweise auch am Atlantik und der Nordsee), über Asien bis Jakutsk (Sibirien), Japan und Korea.
    - Salicornia perennans subsp. altaica (Lomon.) G. Kadereit & Piirainen, nur im Altai (Russland, Mongolei)
- Salicornia procumbens Artengruppe:
  - Salicornia procumbens Sm., mit vier Unterarten
    - Salicornia procumbens subsp. procumbens, weit verbreitet an den Küsten von Mittelmeer und Atlantik von Marokko bis nach Skandinavien, auch im Binnenland (Türkei, Ukraine).
    - Salicornia procumbens subsp. freitagii (Yaprak & Yardakulol) G. Kadereit & Piirainen, endemisch in Zentral-Anatolien (Türkei).
    - Salicornia procumbens subsp. pojarkovae (Semenova) G. Kadereit & Piirainen, an den Küsten des Weißen Meeres (Russland) und der Barentssee (Norwegen).
    - Salicornia procumbens subsp. heterantha (S.S. Beer & Demina) G. Kadereit & Piirainen, nur in der Provinz Rostow im südosteuropäischen Russland.

  - Salicornia persica Akhani, mit zwei Unterarten:
    - Salicornia persica subsp. persica, im Iran
    - Salicornia persica subsp. iranica (Akhani) G. Kadereit & Piirainen, im Iran, vermutlich auch im östlichen Mittelmeergebiet und in Südwestasien

In Nordamerika:
- Salicornia maritima S. L. Wolff & Jefferies, Küsten des südöstlichen Kanada, nordöstliche USA, südliches Alaska (erwies sich inzwischen als genetisch identisch mit Salicornia europaea[4])
- Salicornia bigelovii Torrey, am Golf von Mexiko, Atlantikküste bis Maine, Süd-Kalifornien.
- Salicornia depressa Standley, an der Pazifikküste von Alaska bis Kalifornien, Atlantikküste von Kanada bis South Carolina
- Salicornia rubra A. Nelson, Salzstellen im Binnenland der zentralen USA und Kanadas, subarktisches Kanada

In Afrika:
- Salicornia praecox A.Chev., im westlichen Senegal
- Salicornia senegalensis A.Chev., im westlichen Senegal
- Salicornia perrieri A.Chev., an der ostafrikanischen Küste von Mosambik bis KwaZulu-Natal, Madagaskar, vermutlich auch in Tansania und Sansibar
- Salicornia pachystachya Bunge ex Ungern-Sternb., an der ostafrikanischen Küste von Süd-Kenia bis KwaZulu-Natal, Madagaskar
- Salicornia meyeriana Moss, an der südafrikanischen Küste von Vanrhynsdorp bis Durban
- Salicornia uniflora Toelken, im südwestlichen Namibia (Lüderitz) und nordwestlichen Südafrika (Darling)

In Südasien:
- Salicornia brachiata Roxb., an der Küste von Ceylon und der Ostküste von Indien bis nach Bengalen

## Nutzung
Insbesondere Europäischer Queller und Salicornia bigelovii sind essbar und wohlschmeckend, wenn auch recht salzig. Sie sind eher im gastronomischen Bereich (als Meeresspargel oder Friesenkraut) oder im Großhandel erhältlich. In den Niederlanden ist Queller unter dem Namen zeekraal im Supermarkt erhältlich, in Großbritannien als samphire. Er wird blanchiert, kurz angebraten oder roh verzehrt, und ist unter anderem als Beilage zu Fisch und als Salat sehr geschätzt.
Auch überwinternden Gänsen (Anserinae) dient Queller als Nahrung, in Europa vor allem der Nonnengans und der Ringelgans.